# Martín Niewindt
Martín Juan Niewindt (en neerlandés: Martinus Johannes Niewindt; Ámsterdam, 17 de mayo de 1796-Willemstad, 12 de enero de 1860) fue un misionero y obispo neerlandés, primer vicario apostólico de la Colonia de Curazao y Dependencias, y es considerado el fundador de la Iglesia católica de Curazao, así como de la educación católica en la actual diócesis de Willemstad.
Durante su episcopado, mantuvo relaciones activas con la Iglesia católica en la República Dominicana. En 1848, presidió la consagración episcopal de Tomás de Portes e Infante como arzobispo de Santo Domingo. A la muerte de este, en 1858, la administración de la arquidiócesis de Santo Domingo pasó al religioso peruano Gaspar Hernández Morales, M.I., exiliado en Curazao ante el triunfo de Pedro Santana en la guerra civil de 1857-1858. Poco antes de morir, Gaspar Hernández delegó el gobierno eclesiástico en Martín Juan Niewindt.
En enero de 1859, a solicitud del presidente Santana, Martín Niewindt nombró como gobernador eclesiástico al sacerdote dominicano Fernando Arturo de Meriño. Sin embargo, el 15 de julio de ese mismo año, el gobierno dominicano desconoció la autoridad de Niewindt y reconoció únicamente a Meriño. Alegó que Niewindt no había presentado sus bulas papales ni cumplido con los requisitos constitucionales, por lo que no se le reconocía jurisdicción espiritual alguna en el país.
Martín Juan Niewindt murió en enero de 1860. A su llegada a Curazao, apenas había unos cientos de marginales católicos. Al final de su vida, había formado una comunidad de 25 000 bautizados en todas las islas neerlandesas del Caribe.

## Biografía
Nació el 17 de mayo de 1796 en Ámsterdam, bajo la República Bátava, república hermana de la Primera República Francesa. Tras la campaña de Flandes, Francia ocupó su país hasta 1813.
Durante la ocupación, la antigua república —aristocracia protestante calvinista que prohibió fe católica desde 1581— experimentó cambios. El régimen francés otorgó a los católicos derechos civiles y religiosos: dejaron de ser ciudadanos de segunda e iglesias confiscadas durante la Reforma protestante fueron devueltas. Dichas libertades fueron limitadas por leyes anticlericales impuestas en los territorios anexados —como Limburgo desde 1794, y luego los actuales Países Bajos, Bélgica y Luxemburgo desde 1810—, donde tanto católicos como protestantes sufrieron persecuciones.
Después de la derrota de Francia, en 1815 se estableció una monarquía constitucional que reconoció la libertad religiosa. Pero su aplicación fue lenta y encontró resistencia entre sectores calvinistas.
Martín Juan Niewindt, tras concluir la secundaria, ingresó al seminario mayor de Warmond. Fue alumno del barón de Wijkerslooth, entre otros. Recibió el diaconado en 1819 y fue ordenado sacerdote en Münster (Alemania). De 1819 a 1824 fue capellán en la Iglesia Francesa de Ámsterdam.
En 1824, Propaganda Fide lo nombró prefecto apostólico de Curazao por 5 años. Esa jurisdicción, creada en 1753 por el papa Benedicto XIV, abarcaba las Antillas Neerlandesas (Curazao, Bonaire, Aruba, Saba, San Eustaquio y la parte neerlandesa de San Martín). La isla de Curazao, descubierta en 1499 por el conquistador español por Alonso de Ojeda, había sido evangelizada al inicio por jerónimos de la isla Española. Pero tras caer en manos de la Compañía Neerlandesa de las Indias Occidentales en 1634, se prohibió fe católica bajo pena severa. En el siglo XVIII, algunos jesuitas, como el padre Michael Alexius Schnabel (1701–1742), predicaron la fe, y en 1772 se nombró al primer prefecto apostólico, Arnold de Bruin. Más tarde, los franciscanos Pirovani y Schenck asumieron la misión, aunque su labor cesó en 1821 con la muerte del último misionero.
Cuando Martín Niewindt llegó en 1824, solo existía un templo católicao, la Iglesia de Santa Ana en Otrobanda, donde actuó como párroco. En ese entonces, de las 12 860 personas que vivían en Curazao, cerca del 90% eran católicas, sobre todo entre las clases bajas y los esclavos. A estos no se les permitía practicar la fe protestante de sus amos. Durante los siguientes 36 años, trabajó incansablemente en las islas ABC y luego en las SSS. Fundó aldeas, construyó iglesias y abrió escuelas.

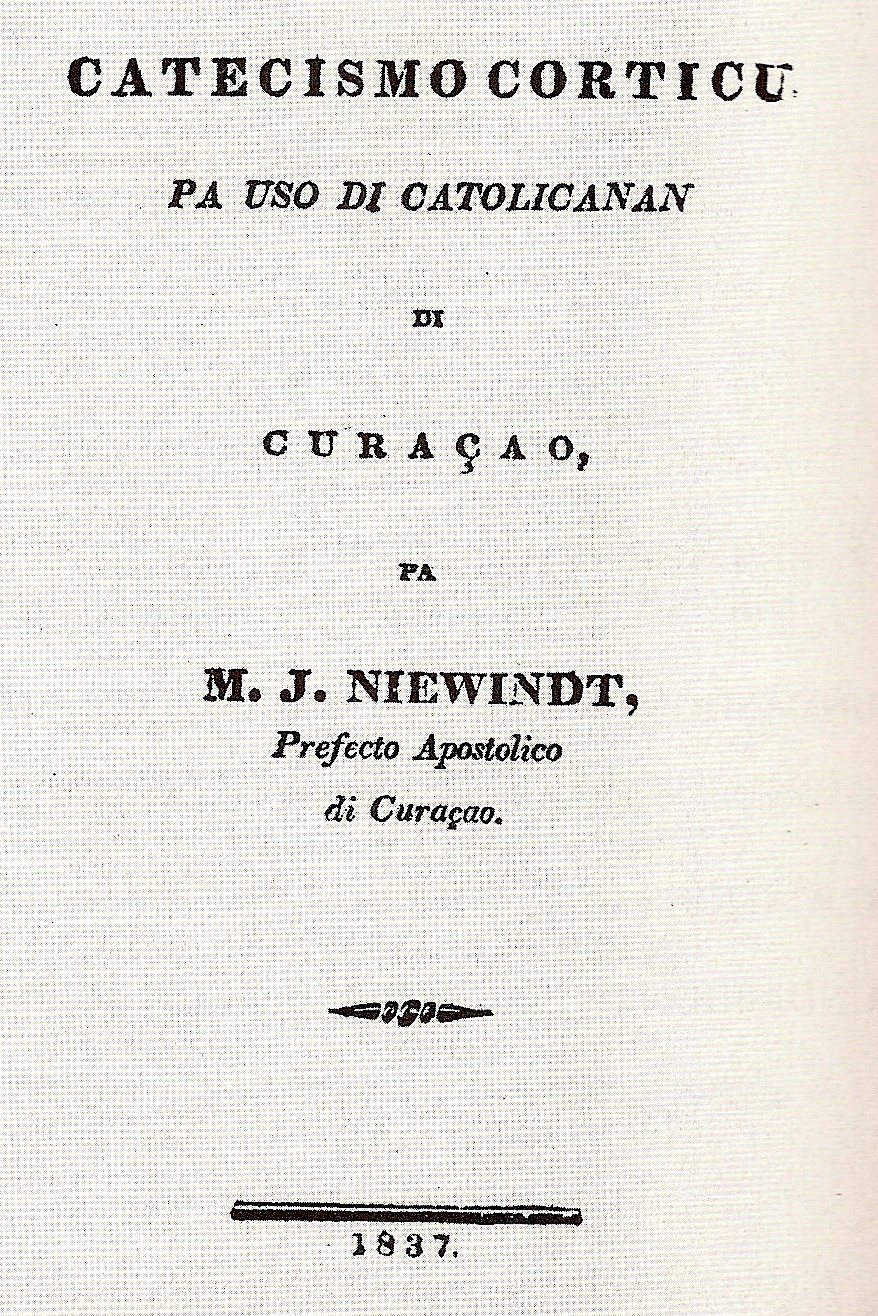
Catecismo católico en papiamento.

En 1826 publicó el Catecismo Corticu, uno de los primeros libros impresos en papiamento, idioma local de las islas ABC. Esta obra, traducida y editada por él mismo, ayudó a consolidar el uso del papiamento como lengua reconocida. En 1828 inició la fundación de la parroquia de Barber. Fundó la Sociedad Católica de la Caridad en 1830.
A comienzos de 1836, tras visitar San Martín y la isla de San Eustaquio, visitó por primera vez la isla de Saba, donde no había sacerdotes católicos. El 31 de mayo de ese año, junto al sacerdote venezolano Manuel Romero, recorrió la isla. Según su informe, la mayoría de los habitantes hablaban solo inglés, lo que complicó la misión: Romero solo hablaba español, y el padre Niewindt, neerlandés y francés. Una mujer natural de Guadalupe actuó como intérprete.
El 1 de junio de 1836 —festividad de san Justino Mártir— se celebró la primera misa católica en Saba, en la vivienda anteriormente ocupada por un clérigo anglicano. Luego bautizaron a cinco niños. El presbítero Niewindt distribuyó catecismos en inglés entre los pobladores. No obstante, el índice de analfabetismo era alto y muchos de los sabanos no estaban en condiciones de distinguir, de manera consciente, las diferencias entre la Iglesia católica y la Iglesia anglicana.
En 1837 se fundó la parroquia de Santa Rosa, cuya iglesia fue terminada en 1840. Así se completaba la cobertura pastoral de las regiones occidental y oriental de Curazao.
En 1841, logró asignar un párroco permanente en San Eustaquio, entonces la isla más importante del Caribe neerlandés. El sacerdote designado fue Johannes Fredericus Antonius Kistemaker, quien en 1843 visitó Saba y nombró a la laica Sarah Mardenborough (1824–1903) como catequista. Ella es recordada como la Apóstol de Saba.
En 1840, Gregorio XVI lo nombró chambelán pontificio honorario, y en 1842 el rey Guillermo II de los Países Bajos lo distinguió como caballero de la Orden del León Neerlandés. En igual año introdujo a las Hermanas de Roosendaal, primeras monjas en Curazao, cuyo objetivo fue impulsar la educación. También promovió servicios para enfermos mentales. En Santa Rosa se estableció en 1842 la primera escuela para niños pobres de la población negra libre. En 1843, llegó el maestro católico B. Huycke y fundó un instituto para jóvenes. Ese mismo año, Niewindt fundó una imprenta en Barber que editó varios libros en papiamento. Las parroquias se convirtieron en centros clave de ayuda social para la población.

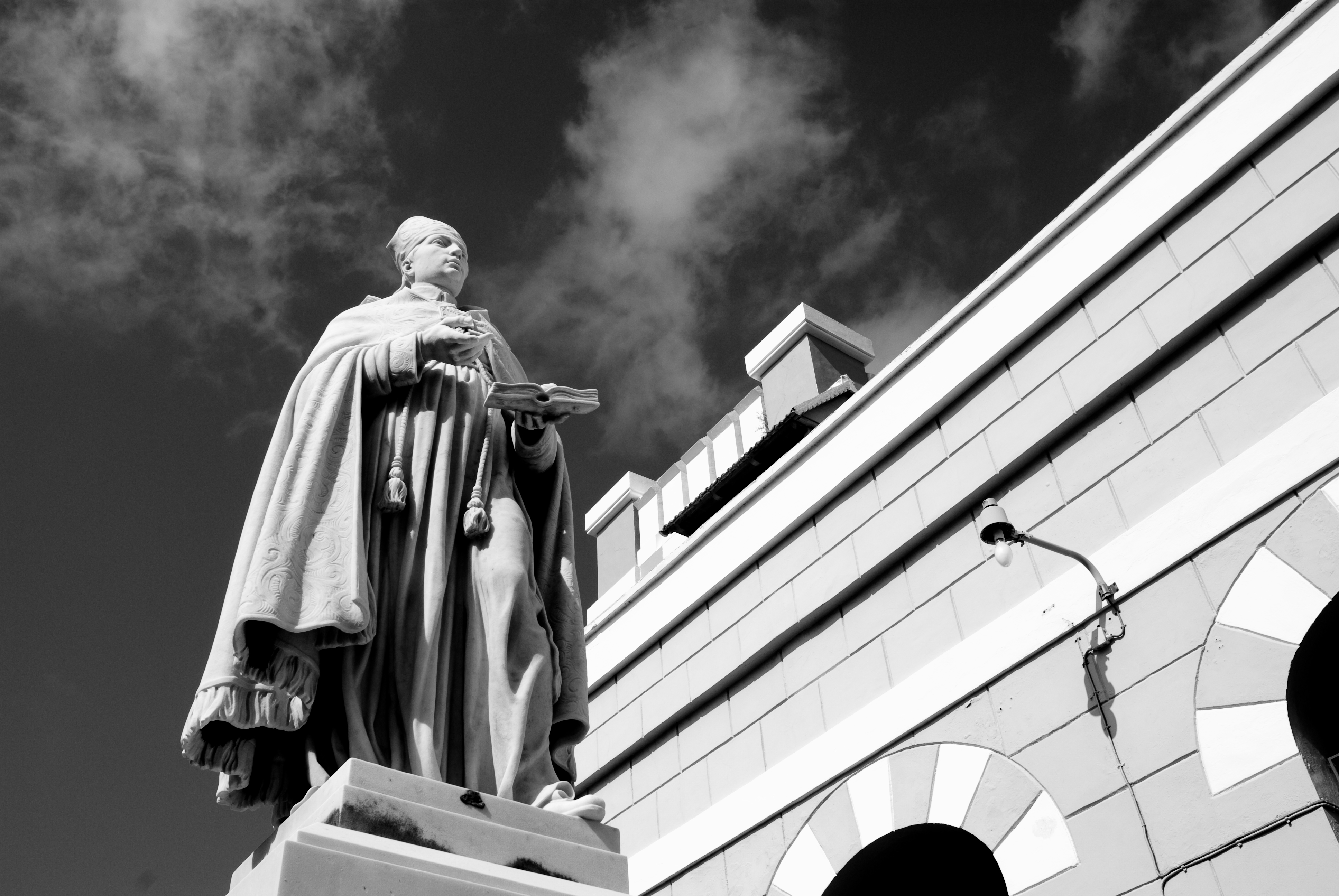
Estatua del obispo Martín Niewindt en Willemstad, Curazao.

El 20 de septiembre de 1842, mediante el breve Apostolici ministerii de Gregorio XVI, elevó la prefectura apostólica a vicariato apostólico y nombró a Niewindt obispo titular de Quitri. Su consagración episcopal tuvo lugar el 24 de agosto de 1843 en Warmond por el obispo Cornelius Ludovicus de Wijkerslooth.
En 1847 se fundó la parroquia de Santa María en el centro de Curazao, y su iglesia abrió en 1849. Ese mismo año se establecieron las parroquias de San Pedro (Westpunt) y San Willibrordo, cuyas iglesias fueron completadas en 1853 y 1859, respectivamente. Estas, junto con la parroquia de San José en Barber, estaban situadas en zonas de mayor concentración de esclavos. Durante su gestión, la Iglesia pasó de una a seis parroquias, todas con autorización estatal.
El 13 de julio de 1848, escribió por primera vez sobre la emancipación de esclavos. Dijo que los esclavos solo podrían disfrutar de la libertad si antes eran instruidos en la fe y la educación. En 1849, presentó un plan de emancipación gradual, no inmediata. Admitía que la libertad era inevitable, pero sostenía que aplicarla de inmediato sería desastroso para la colonia. Ese año ordenó a sus sacerdotes preparar a los esclavos religiosamente para la emancipación. Esta estrategia se convirtió en política oficial del vicariato apostólico. Esta posición buscaba frenar cualquier posibilidad de exaltación de los negros. Incluso en 1853, el obispo Niewindt continuaba practicando la compraventa de esclavos.
El 9 de marzo de 1844, gracias a la goleta Leonor —enviada por la Junta Central Gubernativa de la República Dominicana para buscar a Juan Pablo Duarte— el diario Curaçaosche Courant publicó la primera noticia internacional sobre la independencia dominicana. Este suceso político fue importante para la relación entre Niewindt y el padre Tomás de Portes e Infante (1777–1858), vicario general de la arquidiócesis de Santo Domingo.
El 11 de mayo de 1844, la Junta designó al presbítero Tomás de Portes e Infante como arzobispo electo de Santo Domingo. Durante el primer gobierno de Pedro Santana, se tramitó ante la Santa Sede, en ejercicio del derecho de patronato, su nombramiento oficial. El 20 de enero de 1848, Pío IX preconizó a Tomás de Portes e Infante como arzobispo metropolitano de Santo Domingo.
Al conocer la noticia por medio del periódico parisino L’Ami de la Religion, Niewindt felicitó a Tomás de Portes e Infante y se ofreció a consagrarlo en la Catedral de Santo Domingo, ya que la salud del arzobispo electo le impedía viajar. Cabe señalar que, con anterioridad, Niewindt mantenía estrecha relación con el reverendo Portes, a quien facilitaba anualmente los santos óleos y ayudaba con la ordenación de sacerdotes dominicanos.
El 8 de noviembre de 1848, llegó a Santo Domingo a bordo del bergantín dominicano 27 de Febrero, al mando de Juan Alejandro Acosta. El pueblo dominicano lo recibió con entusiasmo en el muelle del puerto, donde también aguardaba Tomás de Portes. Aunque se le ofreció un carruaje para su traslado, Niewindt prefirió recorrer las calles a pie. Tras la recepción ceremonial y los honores debidos, ambos se dirigieron a la Catedral Primada, donde se cantó un solemne Te Deum en acción de gracias. Luego, Niewindt se alojó en el Palacio arzobispal de Santo Domingo.
El 12 de noviembre de 1848, en ceremonia solemne en la Catedral, el prelado neerlandés consagró como arzobispo metropolitano a Portes. El evento atrajo a multitudes del campo y la ciudad, deseosas de presenciar un rito tan extraordinario, hecho que no se repetía desde hacía 55 años, en 1793, cuando el arzobispo Fernando del Portillo y Torres, O.P., consagró obispo a Juan Antonio de Vania, O.C.D., para la diócesis de Caracas.
Mientras en el Caribe neerlandés persistían tensiones confesionales. En 1850, la Prefectura de Curazao adquirió una residencia en Windwardside, Saba, que serviría como oratorio y vivienda del clero. La propiedad había pertenecido a un anglicano convertido a la fe católica, luego heredado por un protestante. Durante una misa celebrada por el padre Gast, anglicanos lanzaron piedras contra el edificio, y el nuevo propietario exigió su desalojo.
En abril de 1853, Niewindt hizo asignar a Gast la misión católica en Saba. Llegó a la isla el 6 de marzo de 1854, tras estar en San Eustaquio. En dos meses convirtió a 32 personas. Luego de que los niños católicos fueran excluidos de las escuelas privadas y de que circularan panfletos anticatólicos, fundó una escuela propia con 20 alumnos y retomó los bautismos en Hell’s Gate el 2 de julio de 1853. En septiembre de 1857, un terremoto sacudió la isla. Gast lo interpretó como un llamado divino a la conversión. En una semana, casi 90 personas abjuraron de su fe anterior y abrazaron la fe católica. Con 103 bautismos en total, fue el mayor avance de la Iglesia en Saba durante esa década.
En 1852 se fundó la Sociedad Católica para Entierros, cuyo fruto más importante fue el primer hospital de Curazao, abierto en 1855 con la colaboración de las hermanas franciscanas. En 1857, estas monjas se encargaron también del cuidado de los leprosos. En 1854, ante el riesgo de una epidemia, el gobernador de Curazao solicitó oficialmente la ayuda de la Iglesia católica. Los párrocos fueron encargados de distribuir medicinas al pueblo. La Iglesia católica ofrecía una red social más eficaz que el propio Estado. La población recurría primero a la Iglesia para pedir ayuda.
Mientras tanto, en la Iglesia de Santo Domingo, la situación eclesiástica se agravaba. Primero falleció el obispo coadjutor Elías Rodríguez Ortíz en 1857, y luego, el 7 de abril de 1858, murió el arzobispo Portes. La sede quedó vacante.
En su testamento, Portes había delegado el gobierno eclesiástico en el canónigo Gaspar Hernández Morales, M.I., un religioso peruano que abandonó el país en junio de 1858 ante la inminente victoria de Santana en la guerra civil dominicana de 1857-1858. No era su primer exilio: ya había sido expulsado en 1843 y en 1853, encontrando refugio en ambas ocasiones en Curazao. Allí fue acogido brevemente por el vicario apostólico en su vivienda, hasta su fallecimiento poco después el 21 de julio de 1858. Antes de morir, le confió la dirección de la arquidiócesis de Santo Domingo.
Tras su muerte, Niewindt asumió el gobierno de la Iglesia dominicana. Por gestión del gobierno de Santana, designó en enero de 1859 al joven sacerdote Fernando Arturo de Meriño —de apenas 26 años— como gobernador eclesiástico. Su misión era mantener la integridad doctrinal en un ambiente hostil.
El 3 de junio de 1859, el padre Meriño publicó una circular a los párrocos —inspirada por Niewindt— en la que condenaba la francmasonería y su influencia sobre la vida moral y la religiosa del país. Fue la primera condena formal del clero dominicano contra la masonería, aplicando las sanciones del penas del derecho canónico. Meriño lamentó especialmente la participación de clérigos en esa sociedad particular. Un caso notroio fue el del presbítero Manuel González Bernal, quien aceptó públicamente su ingreso a la Gran Logia Nacional el 8 de noviembre de 1858.

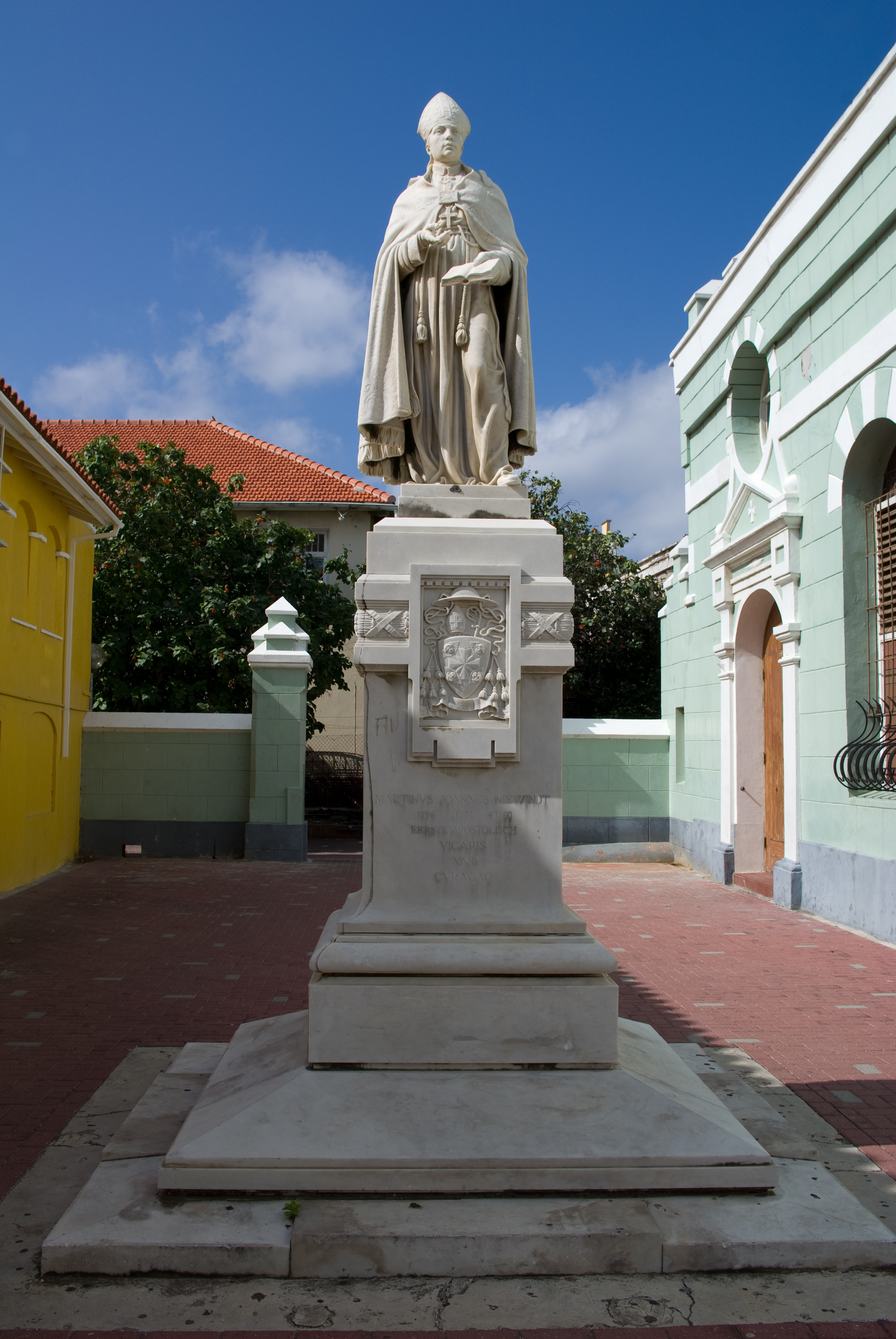

A diferencia de la buena relación que Niewindt sostuvo con Portes, su trato con Meriño fue breve y tenso. El propio gobierno dominicano tampoco veía con buenos ojos al obispo neerlandés, a quien sospechaba simpatizante del expresidente Buenaventura Báez, enemigo del régimen dominicano vigente. En ese tiempo, el vicepresidente Antonio Abad Alfau —masón confeso— ejercía interinamente el Poder Ejecutivo en ausencia de Santana, quien también había sido iniciado en la masonería en 1857. 
La influencia masónica en el Estado era tan fuerte que causó escándalo una orden emitida desde Curazao que instruía a Meriño a negar los sacramentos a los católicos miembros de asociaciones particulares, aludiendo directamente a la masonería. El obispo consideraba al gobierno dominicano como un «gobierno masónico». Las tensiones crecieron, hasta que Martín Niewindt suspendió las facultades sacerdotales de Meriño. Entonces el gobierno dominicano defendió a Meriño y, el 14 de julio de 1859, emitió una declaración oficial acusando a Martín Juan Niewindt de alterar el orden público al impedir matrimonios sacramentales. Además, le prohibió ejercer jurisdicción en el país, alegando que no había presentado los títulos ni las bulas exigidas por la Constitución de diciembre de 1854.
El obispo Martín Juan Niewindt falleció el 12 de enero de 1860, día del Bautismo del Señor, en Willemstad, Curazao. Cuando llegó a Curazao en 1824, solo había una pequeña iglesia y unos cientos de fieles. En 1860, la Iglesia católica en el Caribe neerlandés contaba con más de 25 000 católicos.
El 29 de septiembre de 1927, la Basílica de Santa Ana (Willemstad) dedicó una estatua en honor al obispo. La obra, de mármol italiano y dos metros de altura, fue esculpida por Leone Tommasi. Sobre el pedestal destacan la nervadura, el cetro del vicario y la inscripción con las palabras de Cristo: «No me niego a trabajar».